# Geu Sijeol, Uriga Johahaetdeon Sonyeo
Geu Sijeol, Uriga Johahaetdeon Sonyeo (título em inglês: You Are the Apple of My Eye, em coreano: hangul: 그 시절, 우리가 좋아했던 소녀; bra: A Menina dos Meus Olhos) é um filme sul-coreano de romance e amadurecimento de 2024. Baseado no romance semiautobiográfico homônimo do autor taiwanês Giddens Ko, o longa marca a estreia na direção de Cho Young-myoung e é um remake do filme taiwanês de 2011 com o mesmo título. Estrelado por Jung Jin-young e Dahyun, o filme acompanha Jin-woo, um jovem imaturo que passou inúmeros dias antes de se declarar para seu primeiro amor, Seon-ah, aos 18 anos.
O filme teve sua estreia mundial no 29º Festival Internacional de Cinema de Busan, em 3 de outubro de 2024.

## Sinopse
A Menina dos Meus Olhos retrata de forma vívida os momentos vibrantes da juventude nos anos 2000, as sutis emoções do primeiro amor e a complexa jornada de um romance que se estende por 15 anos.
Jin-woo (Jung Jin-young) e seus amigos enfrentam juntos os altos e baixos da adolescência. No entanto, todos compartilham uma admiração por Seon-ah (Dahyun), a graciosa e bela aluna exemplar, que parece um sonho inalcançável, apesar de estarem na mesma classe. Apesar de suas personalidades e desempenhos acadêmicos distintos, Jin-woo e Seon-ah desenvolvem um forte vínculo ao reconhecerem e apreciarem as qualidades únicas um do outro. Sua relação atravessa as desafiadoras fases do ensino médio.

## Elenco
- Jung Jin-young como Goo Jin-woo
- Dahyun como Oh Seon-ah
- Son Jeong-hyuk como Ahn Sung-bin
- Kim Yo-han como Oh Dong-hyun
- Lee Min-goo como Byun Tae-wan
- Lee Seung-jun como Han Byeong-ju
- Kim Min-ju como Yoon Ji-soo
- Jo Dal-hwan como Professor
- Park Sung-woong como o pai de Jin-woo
- Shin Eun-jung como a mãe de Jin-woo
- Son Woo-hyeon como o noivo de Seon-ah

## Produção
Em maio de 2024, a JYP Entertainment anunciou que Dahyun havia sido escalada para o papel principal feminino no remake coreano de You Are the Apple of My Eye. A empresa declarou: "Recebemos uma oferta para o projeto e estamos atualmente analisando-a". A agência de Jung Jin-young, Management Run, também confirmou sua participação no filme.
Com o elenco definido, as filmagens principais começaram no início de junho de 2024.

## Lançamento
A Menina dos Meus Olhos teve sua estreia no 29º Festival Internacional de Cinema de Busan, na seção Korean Cinema - Panorama, em 3 de outubro de 2024.
O filme foi vendido para o exterior em oito países, incluindo Indonésia, Singapura, Malásia e Tailândia. No Brasil foi vendido para Paris Filmes, que lançou o filme nos cinemas no dia 13 de março de 2025.